# Marcos Siega
Marcos Siega (Nova Iorque, 8 de junho de 1969) é produtor e diretor, de filmes e vídeos.

## Carreira
No final de 1980 ele ajudou a formar a banda punk de Nova York chamada Bad Trip, lançando dois discos completos e inúmeros EPs. Quando ele começou a dirigir vídeos musicais, muitas bandas e músicos observou que Siega foi benéfico na música rock. Ele já trabalhou com bandas como Weezer, System of a Down, P.o.d., Papa Roach, Blink-182, The All-American Rejects e outras bandas. Seu vídeo de 2000, para Blink-182 com a música "All the Small Things" lhe rendeu três nomeações para o MTV Video Award e ele foi nomeado para um Grammy para o seu vídeo de Papa Roach "Broken Home". Em 2001 ele assinou com a premiada e comercial empresa de produção Hungry Man Films.
Siega passou a dirigir filmes e séries de televisão aclamados, como Dexter, True Blood, Cold Case, e Veronica Mars. Ele é coprodutor executivo de The Vampire Diaries e também dirigiu o piloto e vários episódios subsequentes. Pretty Persuasion, o filme de 2005, ele dirigiu, foi nomeado para o Grande Prêmio do Júri no Festival de Cinema de Sundance.

## Filmografia
- Stung (1999)
- Pretty Persuasion (2005)
- Underclassman (2005)
- Chaos Theory (2008)

### Televisão
- Rock the House (2002) vários episódios
- Fastlane (2002) – dois episódios
- Oliver Beene (2003)
- Veronica Mars (2004) – três episódios
- Cold Case (2005) – vários episódios
- Eyes (2005)
- Life (2007)
- Shark (2007) – vários episódios
- The Nine (2007)
- Traveler (2007)
- True Blood Episódio 7 (2008)
- Dexter (2008) – vários episódios
- October Road (2008)
- The Vampire Diaries (2009) – Piloto & vários episódios
- Outlaw (2010) – vários episódios
- Charlie's Angels (2011) – Piloto & vários episódios
- The Following (2012 até 2015) – Piloto & vários episódios
- Blindspot (2015) – vários episódios

## Vídeos de músicas
- 311 – "Flowing"
- 8stops7 – "Question Everything"
- The Actual – "Worst Day of My Life"
- Alien Ant Farm – "Movies"
- The All-American Rejects – "Swing, Swing"
- The All-American Rejects – "Dirty Little Secret"
- Aimee Allen – "Revolution"
- Amanda – "Everybody Doesn't"
- Anastacia – "Boom"
- Anthrax – "Inside Out"
- Anthrax – "Fueled"
- Anthrax – "Nothing"
- BBMak – "Still on Your Side"
- Bif Naked – "Moment of Weakness"
- Birdbrain – "Youth of America"
- Blink-182 – "All the Small Things"
- Blink-182 – "What's My Age Again?"
- Blink-182 – "Man Overboard"
- Tracy Bonham – "Sunshine"
- Buckcherry – "Ridin"
- Chantal Kreviazuk – "Before You"
- Chokebore – "A Taste for Bitters"
- CIV – "Can't Wait One Minute More"
- Collective Soul – "Why, Pt. 2"
- Corrosion of Conformity – "Drowning in a Daydream"
- The Crystal Method – "Name of the Game"
- The Crystal Method part. Scott Weiland – "You Know It's Hard"
- Cypress Hill Featuring Roni Size – "Child of the West"
- Disney All Stars part. Hilary Duff & Raven-Symoné – "Circle of Life"
- Eels – "Mr. E.'s Beautiful Blues"
- Eve 6 – "Promise"
- Eve 6 – "Here's to the Night"
- Everclear – "Rock Star"
- Goldfinger – "More Today Than Yesterday"
- Hoku – "Perfect Day"
- Hoobastank – "Crawling in the Dark"
- Ill Niño – "What Comes Around"
- Jars of Clay – "Unforgetful You"
- Jurassic 5 – "The Influence"
- Kelly Osbourne – "Papa Don't Preach"
- Kittywider – "Crazy Weed"
- Lifehouse – "Sick Cycle Carousel"
- Lifehouse – "Breathing"
- The Living End – "Roll On"
- Mest – "Cadillac"
- Our Lady Peace – "Life"
- P.O.D. – "Rock the Party"
- P.O.D. – "Southtown"
- P.O.D. – "Satellite"
- Papa Roach – "Last Resort"
- Papa Roach – "Broken Home"
- Paramore – "That's What You Get"
- Pete Yorn – "Strange Condition"
- Peter Searcy – "Losing Light Fast"
- Quicksand – "Delusional"
- Quicksand – "Thorn in My Side"
- Rival Schools – "Used for Glue"
- Rooney – "Blueside"
- Rooney – "Pop Stars"
- Sara Bareilles – "Bottle It Up"
- Scapegoat Wax – "Lost Cause"
- Sevendust – "Waffle"
- Shades Apart – "Tainted Love"
- Shift – "In Honor of Myself"
- Smoother – "East Side"
- SR-71 – "Right Now"
- Stem – "Pinch"
- The Suicide Machines – "Sometimes I Don't Mind"
- System of a Down – "Chop Suey!"
- System of a Down – "Toxicity"
- Tantric – "Breakdown"
- Third Day – "You Make Me Mad"
- Toad The Wet Sprocket – "Come Down"
- Trickside – "Under You"
- Trik Turner – "Friends & Family"
- Trust Company – "Downfall"
- Unloco – "Facedown"
- The Urge – "Too Much Stereo"
- Vanessa Carlton – "Pretty Baby"
- Weezer – "Island in the Sun (Version 1)"
- Weezer – "Hash Pipe"
- Weezer – "Beverly Hills"
- Weezer – "Dope Nose"
- Weezer – "Keep Fishin'"
- will.i.am – "Will I Am"

## Filmes e televisão como produtor ou produtor executivo
- Stung (1999)
- Rock the House (2002)
- Pretty Persuasion (2005)
- Drive-Thru (2007)
- Barry Munday (2008)
- The Vampire Diaries (2009)
- Outlaw (2010)
- Charlie's Angels (2011)
- The Following (2012)
- Blindspot (2015)